# Jon Mould
Jonathan Mould (Newport, 4 april 1991) is een Welsh voormalig baan- en wegwielrenner en huidig ploegleider van Unibet Tietema Rockets.

## Palmares

### Baanwielrennen
| Jaar     | BK                                                              | EK                                 | Overig                                                  |          |
| Junioren | Junioren                                                        | Junioren                           | Junioren                                                | Junioren |
| -------- | --------------------------------------------------------------- | ---------------------------------- | ------------------------------------------------------- | -------- |
| 2009     |                                                                 | Koppelkoers · Ploegenachtervolging |                                                         |          |
| Beloften |                                                                 |                                    |                                                         |          |
| 2011     |                                                                 | Puntenkoers · 4e Koppelkoers       |                                                         |          |
| Elite    |                                                                 |                                    |                                                         |          |
| 2008     | Ploegenachtervolging · Scratch · Puntenkoers · 8e Achtervolging |                                    |                                                         |          |
| 2009     | Ploegenachtervolging · Puntenkoers · 4e Koppelkoers             |                                    |                                                         |          |
| 2010     | 4e Koppelkoers 5e Achtervolging 5e Scratch                      |                                    |                                                         |          |
| 2011     | Omnium · Scratch · Koppelkoers · Puntenkoers · 8e Achtervolging |                                    |                                                         |          |
| 2012     |                                                                 |                                    | WB Cali: · Puntenkoers                                  |          |
| 2013     | Koppelkoers · Omnium · 4e Scratch · 5e Puntenkoers              |                                    | RS Manchester: · Puntenkoers · WB Manchester: · Scratch |          |
| 2014     | Ploegenachtervolging · Puntenkoers                              |                                    | WB Pruszków: · Puntenkoers                              |          |
| 2015     |                                                                 |                                    |                                                         |          |
| 2016     |                                                                 |                                    |                                                         |          |
| 2017     |                                                                 |                                    | WB Manchester: · Scratch                                |          |
| 2018     |                                                                 |                                    | Gemenebestspelen: 7e Puntenkoers 9e Scratch             |          |

### Wegwielrennen
2017
4e etappe New Zealand Cycle Classic
2018
Grand Prix des Marbriers
 Wegwedstrijd op de Gemenebestspelen

## Ploegen
- 2012 –  An Post-Sean Kelly
- 2013 –  Team UK Youth
- 2014 –  NFTO
- 2015 –  ONE Pro Cycling
- 2016 –  JLT Condor
- 2017 –  JLT Condor
- 2018 –  JLT Condor
- 2019 –  Madison Genesis

Bagdonas · Bellis · Bennett · M.Cassidy · Christian · Downey · Eeckhout · Ennekens · Ghyllebert · Jans · Law · McLaughlin · McConvey · McNally · Mould · Segers · Vanbilsen · Wytinck
Barker · Białobłocki · Gustavsson · Horton · Hunt · Lowsley-Williams · Mansell · Mould · Opie · Partridge · Tanguy · Wilkinson
Appleby · Bevis · Blythe · D. Downing · R. Downing · Harrison · Hunt · Lewis · Lowsley-Williams · Mansell · McCallum · Mould · Rowe · Williams · Wilson · Wood
Atkins · Barker · Baylis · Bellis · Białobłocki · Gardias · Harper · Hester · Hunt · Mould · Opie · P.Williams · S.Williams
Atkins · Briggs · Clancy · Downing · Dunne · Frame · Grivell-Mellor · Lapier · Laverack · Lawless · McCarthy · Moses · Mould · Slater · Williams · Hennessy (stagiair)
Bibby · Bradbury · Briggs · Burton · Clancy · Gibson · Gullen · Laverack · McCarthy · Moses · Mould · Slater · Stewart · Wood